# Одинець (герб)
Одинець (пол. Odyniec) — український та польський шляхетський герб часів Речі Посполитої. 

## Опис
У синьому полі щита срібна стріла без пір'я, острієм догори, зі срібною перемичкою посередині. Стрілка зламана на кінці і загнута вправо, косо вгору. На Намет, що прикрашає герб - блакитний, оббитий сріблом. Над наметом і щитом - п'ять страусових пір'їн в короні.
В книзі «Збірник шляхетських імен» (Zbiór Nazwisk Szlachty) згадується лицарь Шишка — депутата литовського трибуналу від 1679 року, який використовував цей герб.
Герб має три різновидності: Одинець, Одинець II, Одинець III.

## Роди
За часів Речі Посполитої гербом Одинець користувались 38 шляхетських родів України, Білорусі та Польщі; деякі з яких у XIX столітті були включені в Загальний гербовник дворянських родів Російської імперії.
Бахримовські (Bahrymowski), Бариновські (Barynowski), Бнозовецькі, Бнозовіцькі (Bnozowiecki), Боґуші (Bogusz), Брозовецькі, Брозовіцькі (Brozowiecki), Бржозовецькі, Бржозовіцькі (Brzozowiecki),

Добровольські (Dobrowolski) , Драбовичі (Drabowicz),

Германські (Giermanski), Гольцовські (Holcowski), Гурин, Хурин (Huryn),

Фетер, Феттер (Fetter),

Ілліч (Illicz) , Іллініч (Illinicz),

Крижановські, Кшижановські (Krzyżanowski),

Неаполіта (Neapolita),

Одинець (Odyniec), Одиницькі, Одинецькі (Odyniecki), Одинцевичі (Odyńcewicz), Омелінські (Omeliński), Омилінські (Omyliński),

Панцевичі (Pancewicz), Прошицькі (Proszycki), Пузиновські (Puzynowski),

Рафаловичі (Rafałowicz), Рафановичі (Rafanowicz), Расадовські (Rasałowski), Рикала (Rykała),

Сулевські (Sulewski), Шоставицькі (Szostawicki), Шостовицькі (Szostowicki), Шостовіцькі, Шостовецькі (Szostowiecki), Шостовські (Szostowski), Шпаковичі (Szpakowicz), Шишко-Богуші (Szyszko-Bohusz), Шишковичі (Szyszkowicz),

Забковські, Зябковські (Ząbkowski), Збзітовські (Zdzitowski)

Жонголовичі, Жонґоловичі (Żongołłowicz).
Гербом Одинець II користувався рід Одинських (Odyński). 
Гербом Одинець III користувались 4 роди: Бурба (Burba), Бурбо (Burbo), Віслоух (Wisłouch), Вислоух (Wysłouch).